# Whyte-Murphy-Syndrom
Das Whyte-Murphy-Syndrom, wohl fälschlich auch White-Murphy-Syndrom geschrieben, ist eine sehr seltene angeborene Erkrankung mit einer Kombination von Osteopathia striata, fleckförmigen hyperpigmentierten Hautveränderungen (Dermopathie) und einer weißen Stirnlocke.
Synonyme sind: englisch Osteopathia Striata Associated With Familial Dermopathy And White Forelock
Die Bezeichnung bezieht sich auf die Erstautoren der Erstbeschreibung aus dem Jahre 1980 durch die US-amerikanischen Ärzte Michael P. Whyte, William A. Murphy und Jürgen Hermann.

## Verbreitung
Die Häufigkeit wird mit unter 1 zu 1.000.000 angegeben, die Vererbung erfolgt autosomal-dominant oder X-chromosomal dominant.

## Ursache
Der Erkrankung liegen eventuell auch Mutationen im AMER1/WTX-Gen auf dem X-Chromosom Genort q11.2 zugrunde.

## Klinische Erscheinungen
Klinische Kriterien sind:
- Manifestation bereits beim Neugeborenen oder Kleinkind
- Osteopathia striata, die sich erst im Laufe der Kindheit entwickelt
- fleckförmige Hyperpigmentierung
- weiße Stirnlocken

## Diagnose
Die Diagnose ergibt sich aus der Kombination klinischer und radiologischer Befunde.

## Therapie
Hyperpigmentierungen können lokal behandelt werden.